# Підоплічко Іван Григорович
Підоплічко Іван Григорович (8 серпня 1905, Козацьке — 20 червня 1975, Київ) — український зоолог, палеонтолог, теріолог, еволюціоніст, академік АН УРСР (1967), професор (1952), доктор біологічних наук (1951), заслужений діяч науки і техніки УРСР, лауреат Державної премії УРСР (1975). Перший і на довгі роки незмінний головний редактор журналу «Вестник зоологии». Засновник і прихильник теорії антигляціалізму. Двоюрідний брат Підоплічка Миколи Макаровича.

## Біографія
Народився 2 серпня 1905 року у селі Козацькому Київської губернії (нині Звенигородського району Черкаської області) у родині столяра. З 1924 року, після закінчення Вищих педагогічних курсів у місті Корсунь-Шевченківському, працював вчителем у цьому ж місті. Після отримання посади інструктора у Губернському земельному управлінні міста Києва почав займатись науковим дослідженням шкідників народного господарства.
В 1925–1931 роках — продовжує займатись вивченням шкідників та навчається у Ленінградському інституті прикладної зоології та фітопатології, який закінчив 1927 року, отримавши звання спеціаліста вищої кваліфікації із захисту рослин. Розробляє метод вивчення дрібних ссавців за їх залишками у погадках сов та інших хижих птахів.
В 1931–1935 роках — закінчує одразу дві аспірантури — Українського науково-дослідного інституту геології ВУАН (спеціальність — палеонтологія та стратиграфія) та Інституту зоології та біології ВУАН (спеціальність — палеонтологія).
1935 рік — захист кандидатської дисертації за темою: «Походження сучасної фауни ссавців УРСР», створення наукової групи (пізніше, відділу) палеозоології у Інституті зоології ВУАН. Також одночасно працює у Інституті археології та Київському університеті.
У роки радянсько-німецької війни пішов на фронт добровольцем. Пройшов бойовими дорогами від Сталінграда до Берліна шлях від рядового до бойового офіцера. Нагороджений орденом Червоної Зірки, медалями «За оборону Сталінграда», «За перемогу над Німеччиною у Великій Вітчизняній війні 1941–1945 рр..» та іншими бойовими нагородами.
У повоєнний період І. Г. Підоплічко очолює Відділ палеозоології у Інституті зоології АН УРСР, працює у Інституті археології АН УРСР, викладає у Київському університеті. 1950 року захищає докторську дисертацію за темою «Основні риси четвертинної фауни Європейської частини СРСР».
В 1952–1959 роки — займає посаду професора кафедри історичної геології Київського державного університету.
Іван Підоплічко зробив внесок і у розвиток, а фактично, у повоєнне відродження української антропології, коли в середині 1950-х років у відділі етнографії Інституту мистецтвознавства, фольклору та етнографії АН УРСР (нині — Інституту мистецтвознавства, фольклористики та етнології ім. М. Т. Рильського НАН України) була створена група антропології під його керівництвом. Це відчутно сприяло планомірним дослідженням антропологічного складу українського народу, здійсненню комплексних експедицій на теренах республіки і за її межами, накопиченню палеоантропологічних матеріалів із стародавніх некрополів тощо.
З 1961 року член-кореспондент, а з 1967 року — академік АН УРСР. 1965 року вченому присвоєно почесне звання заслуженого діяча науки УРСР.

Могила Івана Підоплічка

Помер 20 червня 1975 року. Похований в Києві на Байковому кладовищі.

## Наукова та викладацька діяльність
Основними інтересами вченого були дослідження у галузях палеозоології, палеогеографії, фауни та охорони природи.
Упродовж багатьох років — незмінний директор Інституту зоології НАН України та керівник Відділу Палеозоології цього ж інституту (нині відділ у складі Національного науково-природничого музею НАН України) та викладач Київського університету. Також був директором Центрального науково-природничого музею АН України та ініціатором створення Палеонтологічного музею.
За період наукової діяльності І. Г. Підоплічко опублікував понад 900 робіт (серед них 18 наукових та науково-популярних книг), які були присвячені вивченню вимерлої та сучасної фауни різних геологічних епох, зокрема, четвертинному періоду та походженню життя на Землі.
Встановлення змішаного складу фауни плейстоцену та інші дані привели вченого до висновку про відсутність льодовикового періоду у минулому та до створення теорії антигляціалізму, яка дотепер є предметом для наукових дискусій.

## Наукові дослідження
Підоплічко І. Г. керував розкопками та реконструкцією житла з кісток мамонта з пізньопалеолітичної стоянки у с. Межиріч у Черкаській області.
Вивчаючи остеологічні матеріали як з пізнього палеоліту, так і кісткові залишки голоценових віку, вчений багато уваги приділяв питанням походження домашніх тварин.
Встановлення змішаного складу фауни плейстоцену та деякі інші дані привели І. Г. Підоплічко до висновку про відсутність льодовикового періоду в історичному минулому і створення їм теорії антігляціалізма, яка і нині є предметом наукових дискусій (4 випуски «Про льодовиковому періоді», 1946–1956; 3 випуску в співавторстві з П. С. Макеєвим «Про клімати и ландшафти минулого», 1952–1959).
Академік І. Г. Підоплічко був не згоден з тим, що вимирання таких великих тварин четвертинного періоду, як мамонт, волохатий носоріг, велетенський олень тощо, було зумовлене тільки дією природних факторів. На основі численних даних він доводив, що вплив людини могло бути чи не найголовнішим у цих процесах. Спірними є погляди Івана Григоровича щодо прабатьківщини людства, тим не менш, він абсолютно вірно уявляв ті природні умови, в яких відбувалася еволюція людини.
Значна увага Іван Григорович приділяв питанням відносної та абсолютної геохронології плейстоцену. Він детально розробив і обґрунтував колагеновий метод визначення геологічного віку кісток плейстоценових тварин, заснований на обліку поступового зменшення в них органічної речовини. Даний метод не втратив своєї актуальності і в наш час.
Як біолог і громадянин І. Г. Підоплічко багато зробив для охорони природи України, завжди відстоюючи свою принципову позицію. Тривалий час він очолював Комісію з охорони природи АН УРСР (1955–1964) і був заступником голови президії Республіканської ради Товариства охорони природи (1953–1961).

## Природоохоронна діяльність
У 1950-х — 1960-х роках — голова комісії з охорони природи при АН УРСР, заступник голови Президії Українського товариства охорони природи. Брав участь в створенні заповідників —  Карпатського, Поліського, Карадазького, Луганського, Канівського, «Дунайські плавні», один з авторів Закону УРСР «Про охорону природи Української РСР», неодноразово домагався обговорення природоохоронних питань на засіданні Ради Міністрів УРСР. За природоохоронні ініціативи, під натиском Ради Міністрів УРСР, 12 березня 1964 року І. Г. Підоплічку була оголошена догана, а його природоохоронну комісію при АН УРСР було розпущено. За підтримки І. Г. Підоплічка у 1967 році, коли Підоплічко став академіком, в Україні був створений природоохоронний орган — Державний комітет з охорони природи УРСР.

## Вшанування пам'яті
У місті Канів є вулиця Івана Підоплічка.
У місті Звенигородка вулицю Щедріна перейменували на вулицю Івана Підоплічка.
У місті Черкаси є вулиця Академіка Підоплічка.